# Кудрёшки
Кудрёшки — деревня в Богородском районе Нижегородской области. Входит в состав Алёшковского сельсовета.
Деревня расположена примерно в 60 км на юго-запад от Нижнего Новгорода и в 20 км на запад от Богородска. Соседствует на западе с деревней Крутец.

## История
Известно, что селение возникло очень давно. В древности в округе обитали мордовские племена, в том числе племена мещера, которых было много, в частности, в заокских далях за Горбатовым, что следует из работ П. И. Мельникова-Печерского. В XIV веке русские племена стали активно обживать земли берёзопольские. Одним из первых поселенцев на месте нахождения деревни стал Симон (Симеон). Позднее появилось название Кудряши, или Кудрёшки.  (недоступная ссылка)
Позднее, эти земли, за заслуги перед Отечеством, были дарованы Ф. И. Нащёкину. Позднее владельцем села стал князь Тюфякин, а после него, позднее, московский дворянинВладимир Фёдорович Скрябин.
Ранее село относилось к Горбатовскому уезду Нижегородской губернии.
В XVIII веке, императрица Екатерина II, даровала сельцо Кудрёшки Екатерине Васильевне Грушецкой(рожд. 1748 года, ум. до 1826), из древнего боярского и дворянского рода Грушецких. Павел Николаевич Бестужев-Рюмин, женившись на ней, обустроил усадьбу. Имение, площадью в 300 десятин, было окружено рвом. Система из пяти прудов, два из которых непосредственно входили в усадьбу, оранжереи (в которых выращивались даже южные фрукты: виноград, ирга, лимон, дыни, ананасы и др..) в северной части владения, конный двор. Южный склон представлял собой парк с кедрами, пихтами, дубами, клёнами, примыкающий к самому чистому и благородному Барскому пруду. А у липовой аллеи с юга находился большой двухэтажный дом. На самом пруду был сооружён остров с ведущим к нему горбатым мостиком. В библиотеке Бестужевых-Рюминых хранилось много книг, преимущественно, исторического содержания, что создавало для детей (наряду с изучением языков и наук) солидную основу знаний. Была тут, в частности, «История государства Российского» Карамзина. Такой была усадьба более 200 лет тому назад, и именно в ней в 1801 году родился будущий декабрист, Михаил Павлович Бестужев-Рюмин. В этой усадьбе прошли его детские и юношеские годы. В 1818, семья, вместе с юным Михаилом переехала в новое имение под Москвой — в село Ново-Никольское Звенигородского уезда. А далее, была учёба, военная служба, масонское общество, декабрьское восстание на Сенатской площади, казнь.
Павел Николаевич Бестужев-Рюмин, владея селом, долгие годы жил в Горбатове, был здесь городским головой. Он многое сделал для развития и благоустройства Горбатова, проложил здесь мощёные дороги. Уйдя в отставку, барин поселился в Кудрёшках и занялся обустройством поместья. Построил здесь вышку и любил наблюдать с неё окрестными селениями через подзорную трубу.
Своего сына Михаила, Павел Николаевич пережил всего на несколько месяцев. Мать декабриста — Екатерина Васильевна, урождённая Грушецкая, умерла чуть раньше. После смерти отца усадьба перешла к брату декабриста, Николаю. У Николая было 10 детей, среди которых известен историк Константин Николаевич Бестужев-Рюмин[dic.academic.ru/dic.nsf/biograf2/1491]. В 1832 году в годовалом возрасте умирает дочь Николая, Мария, и в состоянии горя, главный усадебный дом был разрушен, а семья стала жить во флигеле, впоследствии перестроенном. Именно поэтому в селе не осталось старинных построек. Площадь усадьбы составляла 300 десятин — четвёртую часть деревенской земли. После отмены крепостного права Бестужевы-Рюмины в 1871 году вынуждены были продать имение за долги Мысовскому.
В усадьбе много времени проводила дочь нового владельца — известная поэтесса Анна Дмитриевна Мысовская (в девичестве Краснопольская). Писала здесь сказки, басни, сатирические стихи, записывала и обрабатывала народные предания. Печаталась в «Отечественных записках» Н. А. Некрасова и очень была ценима А. Н. Островским, которого лично хорошо знала.
В «Списке населенных мест» Нижегородской губернии по данным за 1859 год значится как владельческое сельцо при прудах в 19 верстах от Нижнего Новгорода. В сельце насчитывалось 54 двора и проживало 407 человек (176 мужчин и 231 женщина).
После продажи в 1907 году усадьбы состоятельному военврачу И. П. Шеломаеву из соседнего села Убежицы, из неё были вывезены и остальные хозяйственные сооружения. Барский дом разобрали и установили в соседней деревне. Сейчас об усадьбе напоминают лишь парковая аллея и приусадебные пруды.
На месте усадебного дома Бестужевых-Рюминых, в 1910 году, возвели школу. А уже в следующем году в ней начались занятия только для мальчиков. Но, в 1975 году, была сломана и она.

## Усадьба сегодня
Вот уже более 20 лет существует добровольное объединение краеведов по охране и возрождению историко-культурного наследия бывшей усадьбы Бестужевых-Рюминых в деревне Кудрёшки, которое ставит перед собой задачу — воплощение в жизнь проекта реконструкции усадьбы (его помог сделать коллектив Нижегородского архитектурно-ландшафтного центра) и открытие в Кудрёшках музея.. Там, где раньше стоял усадебный дом, теперь небольшой зелёный домик, в котором разместился маленький домашний музей с макетом усадьбы. Хранительницей усадьбы является Лидия Алмазова — старейший краевед Богородска.

## Галерея славных уроженцев села

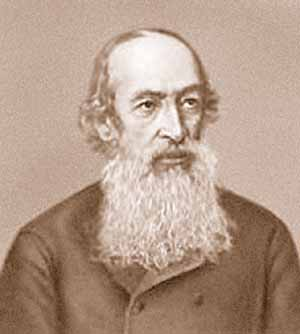
Константин Николаевич Бестужев-Рюмин
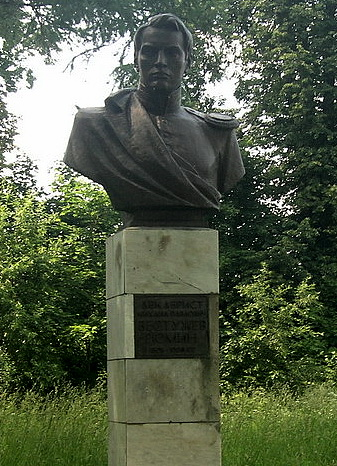
Памятник Михаилу Павловичу Бестужеву-Рюмину в Кудрёшках